# Andrea Contadini
Andrea Contadini (San Marino, 18 agosto 2002) è un calciatore sammarinese, centrocampista o difensore del Pietracuta e della nazionale sammarinese.

## Biografia
Appassionato di moda e di calcio, in passato è stato legato sentimentalmente con Letizia Petris, concorrente del Grande Fratello Vip.

## Caratteristiche tecniche
Esterno sinistro, può ricoprire anche il ruolo di terzino.

## Carriera

### Club
Cresciuto nella San Marino Academy, nel dicembre 2019 firma con il Pietracuta, con cui esordisce nel campionato di Promozione. Nel febbraio 2021 viene ceduto in prestito al Fiorentino con il quale colleziona 9 presenze nel Campionato Sammarinese. Al termine della stagione, fa ritorno al Pietracuta.

### Nazionale
Ha rappresentato le nazionali giovanili sammarinesi Under-16, Under-17, Under-19 ed Under-21.
Il 20 marzo 2024 ha esordito con la nazionale maggiore sammarinese.
Il 5 settembre 2024 disputa da titolare la partita valida per la prima giornata della Lega D di Nations League vinta per 1-0 con il Liechtenstein.

## Statistiche

### Presenze e reti nei club
Statistiche aggiornate al 16 agosto 2025.
| Stagione          | Squadra           | Campionato        | Campionato | Campionato | Coppe nazionali | Coppe nazionali | Coppe nazionali | Coppe continentali | Coppe continentali | Coppe continentali | Altre coppe | Altre coppe | Altre coppe | Totale | Totale |
| Stagione          | Squadra           | Comp              | Pres       | Reti       | Comp            | Pres            | Reti            | Comp               | Pres               | Reti               | Comp        | Pres        | Reti        | Pres   | Reti   |
| ----------------- | ----------------- | ----------------- | ---------- | ---------- | --------------- | --------------- | --------------- | ------------------ | ------------------ | ------------------ | ----------- | ----------- | ----------- | ------ | ------ |
| 2019-2020         | Pietracuta        | Prom.             | ?          | ?          | CI-Prom.        | ?               | ?               | -                  | -                  | -                  | -           | -           | -           | ?      | ?      |
| 2020-feb. 2021    | Pietracuta        | Prom.             | ?          | ?          | -               | -               | -               | -                  | -                  | -                  | -           | -           | -           | ?      | ?      |
| feb.-giu. 2021    | Fiorentino        | CS                | 9+1        | 0          | CT              | 1               | 0               | -                  | -                  | -                  | -           | -           | -           | 11     | 0      |
| 2021-2022         | Pietracuta        | Prom.             | 15         | 1          | CI-Prom.        | ?               | ?               | -                  | -                  | -                  | -           | -           | -           | 15     | 1      |
| 2022-2023         | Pietracuta        | Ecc.              | 15         | 0          | CI-Dil          | ?               | ?               | -                  | -                  | -                  | -           | -           | -           | 15     | 0      |
| 2023-2024         | Pietracuta        | Ecc.              | 20         | 3          | CI-Dil          | ?               | ?               | -                  | -                  | -                  | -           | -           | -           | 20     | 3      |
| 2024-2025         | Pietracuta        | Ecc.              | 27+2       | 5          | CI-Dil          | 0               | 0               | -                  | -                  | -                  | -           | -           | -           | 29     | 5      |
| 2025-2026         | Pietracuta        | Ecc.              | 0          | 0          | CI-Dil          | 0               | 0               | -                  | -                  | -                  | -           | -           | -           | 0      | 0      |
| Totale Pietracuta | Totale Pietracuta | Totale Pietracuta | 29+        | 5+         |                 | 0+              | 0+              |                    | -                  | -                  |             | -           | -           | 29+    | 5+     |
| Totale carriera   | Totale carriera   | Totale carriera   | 39+        | 5+         |                 | 1+              | 0+              |                    | -                  | -                  |             | -           | -           | 40+    | 5+     |

### Cronologia presenze e reti in nazionale
| Cronologia completa delle presenze e delle reti in nazionale ― San Marino | Cronologia completa delle presenze e delle reti in nazionale ― San Marino | Cronologia completa delle presenze e delle reti in nazionale ― San Marino | Cronologia completa delle presenze e delle reti in nazionale ― San Marino | Cronologia completa delle presenze e delle reti in nazionale ― San Marino | Cronologia completa delle presenze e delle reti in nazionale ― San Marino | Cronologia completa delle presenze e delle reti in nazionale ― San Marino | Cronologia completa delle presenze e delle reti in nazionale ― San Marino |
| Data                                                                      | Città                                                                     | In casa                                                                   | Risultato                                                                 | Ospiti                                                                    | Competizione                                                              | Reti                                                                      | Note                                                                      |
| ------------------------------------------------------------------------- | ------------------------------------------------------------------------- | ------------------------------------------------------------------------- | ------------------------------------------------------------------------- | ------------------------------------------------------------------------- | ------------------------------------------------------------------------- | ------------------------------------------------------------------------- | ------------------------------------------------------------------------- |
| 20-3-2024                                                                 | Serravalle                                                                | San Marino                                                                | 1 – 3                                                                     | Saint Kitts e Nevis                                                       | Amichevole                                                                | -                                                                         | 69’                                                                       |
| 24-3-2024                                                                 | Serravalle                                                                | San Marino                                                                | 0 – 0                                                                     | Saint Kitts e Nevis                                                       | Amichevole                                                                | -                                                                         | 68’                                                                       |
| 5-6-2024                                                                  | Wiener Neustadt                                                           | Slovacchia                                                                | 4 – 0                                                                     | San Marino                                                                | Amichevole                                                                | -                                                                         | 78’                                                                       |
| 11-6-2024                                                                 | Serravalle                                                                | San Marino                                                                | 1 – 4                                                                     | Cipro                                                                     | Amichevole                                                                | -                                                                         | 74’                                                                       |
| 5-9-2024                                                                  | Serravalle                                                                | San Marino                                                                | 1 – 0                                                                     | Liechtenstein                                                             | UEFA Nations League 2024-2025 - 1º turno                                  | -                                                                         |                                                                           |
| 10-9-2024                                                                 | Chișinău                                                                  | Moldavia                                                                  | 1 – 0                                                                     | San Marino                                                                | Amichevole                                                                | -                                                                         | 46’                                                                       |
| 10-10-2024                                                                | Gibilterra                                                                | Gibilterra                                                                | 1 – 0                                                                     | San Marino                                                                | UEFA Nations League 2024-2025 - 1º turno                                  | -                                                                         | 90’                                                                       |
| 13-10-2024                                                                | Andorra la Vella                                                          | Andorra                                                                   | 2 – 0                                                                     | San Marino                                                                | Amichevole                                                                | -                                                                         | 46’                                                                       |
| 15-11-2024                                                                | Serravalle                                                                | San Marino                                                                | 1 – 1                                                                     | Gibilterra                                                                | UEFA Nations League 2024-2025 - 1º turno                                  | -                                                                         |                                                                           |
| 18-11-2024                                                                | Vaduz                                                                     | Liechtenstein                                                             | 1 – 3                                                                     | San Marino                                                                | UEFA Nations League 2024-2025 - 1º turno                                  | -                                                                         | 85’                                                                       |
| 21-3-2025                                                                 | Larnaca                                                                   | Cipro                                                                     | 2 – 0                                                                     | San Marino                                                                | Qual. Mondiali 2026                                                       | -                                                                         |                                                                           |
| 24-3-2025                                                                 | Serravalle                                                                | San Marino                                                                | 1 – 5                                                                     | Romania                                                                   | Qual. Mondiali 2026                                                       | -                                                                         | 46’                                                                       |
| 7-6-2025                                                                  | Zenica                                                                    | Bosnia ed Erzegovina                                                      | 1 – 0                                                                     | San Marino                                                                | Qual. Mondiali 2026                                                       | -                                                                         | 70’                                                                       |
| 10-6-2025                                                                 | Serravalle                                                                | San Marino                                                                | 0 – 4                                                                     | Austria                                                                   | Qual. Mondiali 2026                                                       | -                                                                         | 22’                                                                       |
| Totale                                                                    |                                                                           | Presenze                                                                  | 14                                                                        |                                                                           | Reti                                                                      | 0                                                                         |                                                                           |